# Alepidea rehmannii
Alepidea rehmannii là một loài thực vật có hoa trong họ Hoa tán. Loài này được Burtt Davy mô tả khoa học đầu tiên năm 1926.